# Никотиновая зависимость
Никотиновая зависимость (Расстройство, вызванное потреблением табака) — потребление табака таким образом, что оно приводит к значительному ухудшению состояния здоровья. Это может включать прием большого количества вещества, чем предполагалось; постоянное желание потребления; потребление, приводящее к проблемам на работе или в школе; и непрекращающееся потребление, несмотря на проблемы со здоровьем, вызванные таким потреблением. Другие симптомы могут включать никотиновую абстиненцию. Несмотря на то, что более 70 % курильщиков хотят бросить курить, это часто является длительным и рецидивирующим заболеванием. Потребление табака представляет собой серьёзную проблему для общественного здоровья, являясь одной из главных причин смертности во всем мире.
После однократного потребления никотина у 32 % людей развивается расстройство, связанное с потреблением табака. Факторы риска включают: семейный анамнез, низкий уровень образования, бедность, СДВГ, расстройство поведения, депрессию, тревожность, расстройство личности , психоз и другие расстройства, связанные с потреблением психоактивных веществ. Существуют различные методы исследования для диагностики табачной зависимости. Многие люди с данным заболеванием начинают курить в течение получаса после пробуждения и испытывают тягу к курению, если не курят в течение нескольких часов.
Лечение может удвоить или утроить успех отказа от курения. Медицинским работникам рекомендуется спрашивать всех взрослых о потреблении табака и предоставлять консультирование и лекарственные препараты для поддержки тех, кто хочет бросить курить. Рекомендуемые лекарства включают: никотинзаместительную терапию, Бупоприон и Варениклин. По состоянию на 2021 год польза электронных сигарет не ясна. Способность бросить курить после одной попытки составляет менее 5 %; однако, около 50 % способны бросить курить после нескольких попыток. Половина курильщиков со стажем умирают от болезней, связанных с курением.
Около 1,3 миллиарда людей во всем мире потребляют табак, из которых около 1,2 миллиарда делают это ежедневно. В Соединённых Штатах около 20 % людей являются курильщиками, из которых 80 % курят ежедневно. В США мужчины и женщины болеют с одинаковой частотой, тогда как в большинстве развивающихся стран мужчины болеют чаще. Из тех, кто курит ежедневно, около половины страдают расстройством, связанным с потреблением табака. Редко, кто начинает курить после 21 года. Опасения по поводу никотиновой зависимости впервые были высказаны в 1610 году сэром Фрэнсисом Бэконом.